# Parkent
Parkent (in russo Паркент) è il capoluogo del distretto di Parkent, nella regione di Tashkent, in Uzbekistan. Si trova circa 30 km a est di Tashkent.